# 성지고등학교 (부산)
성지고등학교(盛智高等學校)는 대한민국 부산광역시 남구 우암동에 있는 사립 고등학교이다. 

## 학교 연혁
- 1959년 8월 17일 : 교사(校舍) 준공
- 1959년 12월 20일 : 재단법인 성창학원 인가(설립자 만오 정태성 박사)
- 1960년 3월 31일 : 성지고등기술학교 설립 인가(기계과, 목공과, 농예과 각 1학급)
- 1960년 4월 16일 : 제1회 입학식
- 1960년 12월 30일 : 초대 김홍필 교장 취임
- 1963년 12월 14일 : 성지공업고등학교 인가(기계과, 건축과, 토목과, 화공과 각 1학급)
- 1964년 3월 5일 : 제1회 성지공업고등학교 입학식
- 1971년 4월 30일 : 체육관(다윗관) 및 校舍(만오관) 준공
- 1981년 11월 21일 : 재단법인 성지학원으로 변경
- 2004년 2월 26일 : 다목적교실(호산나관) 준공
- 2007년 8월 27일 : 종합형고등학교 전환 인가(보통과 5학급, 자동차메카트로닉스과 2학급, 전자전기과 2학급, 컴퓨터응용화학과 1학급)
- 2008년 7월 18일 : 일반계고등학교(교명 성지고등학교) 전환 인가(10학급 남녀공학)
- 2020년 3월 1일 : 제15대 권영조 교장 취임
- 2023년 3월 2일 : 제64회 입학식(139명)
- 2024년 2월 5일 : 제62회 졸업식(졸업생 111명, 총 졸업생수 27,607명)

## 참고 자료
- 성지고등학교 - 한국교육학술정보원 학교알리미